# John B. Goodenough
John Bannister Goodenough (ur. 25 lipca 1922 w Jenie, zm. 25 czerwca 2023 w Austin) – amerykański fizyk i specjalista w dziedzinie inżynierii materiałowej. Laureat Nagrody Nobla w dziedzinie chemii za 2019 rok.

## Życiorys
Urodził się 25 lipca 1922 r. w Jenie, w Republice Weimarskiej, jego ojcem był historyk religii Erwin Ramsdell Goodenough, a bratem antropolog Ward Goodenough. W dzieciństwie cierpiał na dysleksję, co utrudniało mu edukację w Groton School w Massachusetts, jednak przezwyciężył trudności i wypracował sobie stypendium na studia na Uniwersytecie Yale. Początkowo studiował matematykę na tym uniwersytecie i należał tam do tajnego stowarzyszenia „Czaszka i Kości” (zwanego również Zakonem 322 lub Braterstwem Śmierci). Po ukończeniu studiów z wyróżnieniem w 1944 r. wstąpił do wojska i służył jako meteorolog.
Fizyką zainteresował się po zakończeniu II wojny światowej, i w 1952 r. uzyskał w tej dziedzinie doktorat na Uniwersytecie Chicago u Clarence’a Zenera. Po uzyskaniu doktoratu przeniósł się do Massachusetts Institute of Technology (MIT) i zajął się pracą nad pamięciami komputerowymi, a jego zespół stworzył m.in. przełomową pamięć magnetyczną RAM. Ta praca przyczyniła się do sformułowania reguł Goodenougha–Kanamoriego dotyczących interakcji między jonami. W 1976 r. został profesorem chemii i kierownikiem laboratorium chemii nieorganicznej na Uniwersytecie Oksfordzkim. W latach 70. i 80. prowadził badania nad bateriami litowo-jonowymi, m.in. w 1980 r. jego laboratorium opracowało katodę z tlenku litowo-kobaltowego(III); opracowana przez niego technologia została później upowszechniona przez koncern Sony, a uczelnia nie opatentowała rozwiązania.
Od 1986 r. związany był z Uniwersytetem Teksańskim w Austin, opracowując m.in. jeszcze wydajniejszą żelazowo-fosforanową katodę w strukturze oliwinu. W 2016 r. brał udział w opracowaniu baterii, która wykorzystuje szklany elektrolit zamiast płynnego.
Od 1963 r. był członkiem American Physical Society, a od 1976 r. National Academy of Engineering. W 1967 r. został doctorem honoris causa Uniwersytetu w Bordeaux. Miał znaczący wkład w wynalezienie akumulatorów litowo-jonowych, za co przyznano mu Nagrodę Nobla w dziedzinie chemii w 2019 r. (wspólnie z M. Stanleyem Whittinghamem i Akirą Yoshino). Jest najstarszym laureatem Nagrody Nobla w historii. Wcześniej otrzymał m.in. Nagrodę Japońską (2001), Nagrodę Enrica Fermiego (2009), National Medal of Science (2012) i Charles Stark Draper Prize (2014).
25 lipca 2022 roku ukończył 100 lat.